# Heinz Naumann
Heinz Naumann (* 15. Oktober 1919; † 24. April 2012) war ein deutscher Architekt.

## Leben
Naumann war als Architekt in München tätig. Er war ab 1971 langjähriger Vizepräsident des Zentralverbandes Deutscher Ingenieure (ZDI). Im gleichen Jahr war er wesentlicher Gründungsinitiator der Bayerischen Architektenkammer.
Die auf seine Initiative 1979 vom ZDI und dem Verband deutscher Architekten (VDA) gegründete Stiftung zur Linderung der Wohnungsnot der Studenten der technisch-wissenschaftlichen Studiengänge in München trägt seinen Namen.

## Ehrungen
- Ehrenpräsident des Zentralverbandes Deutscher Ingenieure (ZDI)[3]
- Ehrenpräsident des Verbandes deutscher Architekten (VDA)